# 佐藤洋之
佐藤 洋之（さとう ひろゆき、1975年1月4日 - ）は、NHKのチーフアナウンサー。

## 略歴
昭和学院秀英高校を経て早稲田大学卒業後、1997年入局。大相撲中継（主に幕内以降の大一番取組）を中心として、高校野球、サッカー、テニス等のスポーツアナウンサーとして実況、中継を担当している。

## 人物
- 父親もNHKアナウンサーだったこともあり、秋田県で生まれて石川県や北海道で過ごしたあと10歳から千葉県で大学卒業まで過ごした[2][3]。
- 妻の実家が福岡にあることを広島放送局在籍中のブログで公表していた[4]。

## 現在の出演番組
- 大相撲中継を中心としたスポーツ中継・実況、リポート（サッカー、高校野球、メジャーリーグ、テニス（四大大会）、バドミントン、綱引き、水泳、ボート競技、トライアスロンなど）

## 過去の出演番組
- ひのくにトゥデイ（キャスター）
- Jリーグタイム（隔週）
- ひめポン!（不定期、小澤康喬のキャスター代行など）
- おはようえひめ（不定期）
- 愛媛県・四国地方のニュース
- 2016年4月の熊本地震では、かつて勤務していた福岡局に応援で派遣され、災害情報を中心にローカルニュースを担当した。
- 2020年2月には勤務経験のある鳥取放送局に応援で派遣され、ローカルニュースを担当した。（2020年2月28日）
- 島根のニュース（松江放送局への応援）（2022年8月18日）
- お好み845（広島放送局への応援）（2024年6月3日・5日）